# Episodi di Malibu, CA (prima stagione)
La prima stagione della serie televisiva Malibu, CA è stata trasmessa in anteprima negli Stati Uniti d'America in syndication tra l'11 ottobre 1998 e il 23 maggio 1999.
In Italia è stata trasmessa da Italia 1 nell'estate 2002.
| nº | Titolo originale       | Titolo italiano                  | Prima TV USA     | Prima TV Italia |  |
| -- | ---------------------- | -------------------------------- | ---------------- | --------------- |  |
| 1  | Welcome to Malibu      | Buongiorno California!           | 11 ottobre 1998  | 2002            |  |
| 2  | Surf Sale              | Salvate il Surf Shop             | 18 ottobre 1998  | 2002            |  |
| 3  | Miss Malibu            | Miss Malibu                      | 25 ottobre 1998  | 2002            |  |
| 4  | The Classic Car        | Come rubare una macchina d'epoca | 1º novembre 1998 | 2002            |  |
| 5  | Photo Shoot            | La futura top model              | 8 novembre 1998  | 2002            |  |
| 6  | My Hero                | Il mio eroe                      | 15 novembre 1998 | 2002            |  |
| 7  | Scott's Old Girlfriend | Eva contro Eva                   | 22 novembre 1998 | 2002            |  |
| 8  | Two 'Man' Bowling      | La strana coppia                 | 29 novembre 1998 | 2002            |  |
| 9  | Murray Wear            | La televendita                   | 6 dicembre 1998  | 2002            |  |
| 10 | The Costume Party      | Gelosie incrociate               | 13 dicembre 1998 | 2002            |  |
| 11 | Malibu Holiday         | Caccia alla diva                 | 20 dicembre 1998 | 2002            |  |
| 12 | The Big Storm          | Tempo di burrasca                | 10 gennaio 1999  | 2002            |  |
| 13 | Mom Returns            | Il ritorno della mamma           | 17 gennaio 1999  | 2002            |  |
| 14 | Murray for Mayor       | Votate Murray                    | 24 gennaio 1999  | 2002            |  |
| 15 | Love on the 'Net       | Amore su Internet                | 31 gennaio 1999  | 2002            |  |
| 16 | Mrs. Murray            | Come sposare un miliardario      | 7 febbraio 1999  | 2002            |  |
| 17 | The Game Show          | Il gioco del seduttore           | 14 febbraio 1999 | 2002            |  |
| 18 | The Dude of Love       |                                  | 21 febbraio 1999 | 2002            |  |
| 19 | Jason's New Job        |                                  | 28 febbraio 1999 | 2002            |  |
| 20 | The Older Woman        |                                  | 11 aprile 1999   | 2002            |  |
| 21 | Scott's Secret Dream   |                                  | 18 aprile 1999   | 2002            |  |
| 22 | Mom's Gift             |                                  | 25 aprile 1999   | 2002            |  |
| 23 | The New Cook           |                                  | 2 maggio 1999    | 2002            |  |
| 24 | Uncle Charlie          |                                  | 9 maggio 1999    | 2002            |  |
| 25 | The Yacht              |                                  | 16 maggio 1999   | 2002            |  |
| 26 | The Triathlon          |                                  | 23 maggio 1999   | 2002            |  |